# Anna Jagellon
Pour l’article homonyme, voir Anne Jagellon.
Anna (ou Anne) Jagellon (en polonais : Anna Jagiellonka, en lituanien : Ona Jogailaitė), née en 1523 et morte en 1596 est reine de Pologne de 1575 à 1586. 
Elle est la fille du roi de Pologne Sigismond Ier le Vieux, et l'épouse d'Étienne Báthory. Elle a été élue, avec ce dernier, comme co-monarque des deuxièmes élections de la république des Deux Nations. Elle est le dernier membre régnant en Pologne et Lituanie de la dynastie des Jagellon.

## Titres royaux
- En latin : Anna Dei Gratia Infans Regni Poloniae[1].
- Traduction française : Anna, par la grâce de Dieu, Infante du royaume de Pologne.

## Biographie

### Jeunesse et vie de princesse
Anna Jagellon naît en 1523. Elle est la fille du roi Sigismond Ier le Vieux et de Bona Sforza. Sa jeunesse est alors plutôt banale. Elle brode des vêtements sacerdotaux, s'implique dans des œuvres de charité, et remplit ses obligations en tant que princesse. Elle renonce à épouser son soupirant, le roi de Suède, en faveur de sa sœur Catherine Jagellon. Elle reste célibataire jusqu'à l'âge de cinquante-deux ans. Ces trente-quatre années aux côtés de sa mère autoritaire lui apprennent la patience et le calme, mais aussi la conviction qu'une femme pouvait aussi bien qu'un homme être un monarque.

### Co-reine
En 1572, son frère, Sigismond II Auguste, décède, laissant vacant le trône de la république des Deux Nations. La même année, Jean de Montluc, évêque de Valence, propose le prince français Henri comme « candidat » au « poste » de prochain roi. Des élections sont organisées : les élections libres de 1573. Montluc promet en outre aux électeurs nobiliaires qu'Henri épouserait Anna, afin « de maintenir la tradition dynastique ».
Après avoir été élu comme premier monarque de la République, Henri retire sa promesse ; il n'épouse pas Anna. En juin 1574, Henri quitte la Pologne pour assumer ses nouvelles fonctions en tant que roi de France, sous le nom d'Henri III. En mai 1575, le Parlement de la Communauté lui retire son titre de roi de Pologne et Anna est nommée reine de Pologne.
À l'automne 1575, un nouveau candidat est présenté aux électeurs : Étienne Báthory, prince de Transylvanie. Cela a lieu lors des élections libres de 1576. Il doit accepter d'épouser Anna Jagellon, ce qu'il fait. Le 15 décembre 1575, près de Varsovie, Anna et Étienne Báthory sont conjointement élus co-monarques de la République, avec le double titre de roi de Pologne et grand-duc de Lituanie. Le couronnement a lieu à Cracovie, le 1er mai 1576.
Avec la mort de son mari, en 1586, elle essaie d'influencer l'avenir de la République en imposant tout de suite pour les électeurs, Sigismond III, le seul fils de sa sœur cadette, Catherine Jagellon, reine de Suède. Il est élu roi de la République, à la suite des élections libres de 1587.

### Décès
Avec son décès le 9 septembre 1596, au cours du règne de son neveu Sigismond, s'éteint le dernier membre de la dynastie des Jagellons.

## Mécénat
Varsovie est la résidence principale d'Anna avant qu'elle ne devienne la capitale du pays. Elle embellit la ville en finançant la construction d'une grande variété de bâtiments, dont beaucoup existent encore aujourd'hui. Elle finance également plusieurs monuments situés dans la cathédrale de Wawel, y compris le monument de son frère le roi Auguste Sigismond, son propre monument, celui de son mari Étienne Báthory (dans la chapelle de la Vierge Marie, réalisé en 1586, par Santi Gucci) ainsi que le tombeau de la mère Bona Sforza (dans la basilique San Nicola de Bari, réalisé en 1593). En 1586 (dix ans après la réalisation du tableau), elle ordonne que le portrait d'elle en costume de sacre soit placé dans la chapelle de Sigismond.

## Galerie

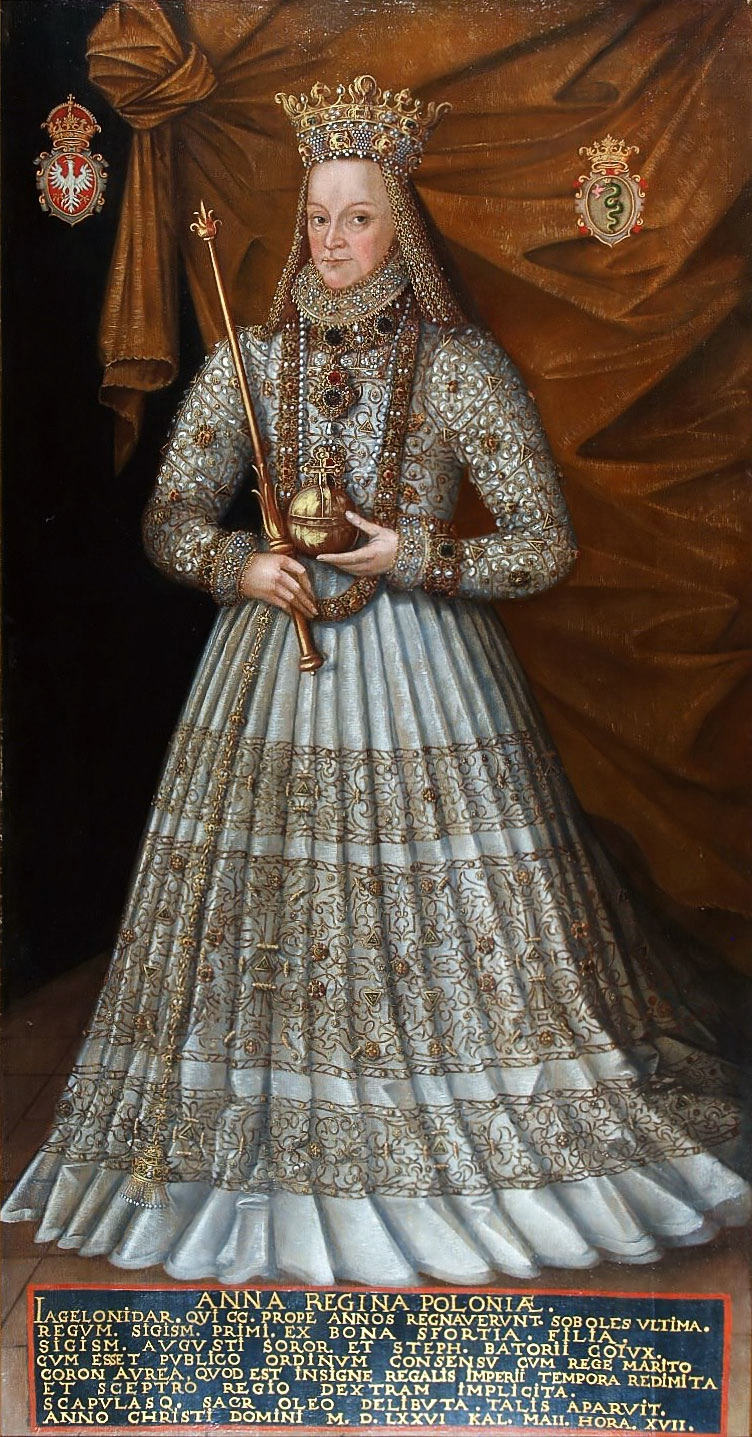
Portrait d'Anna Jagellon en habit de sacre, 1576.
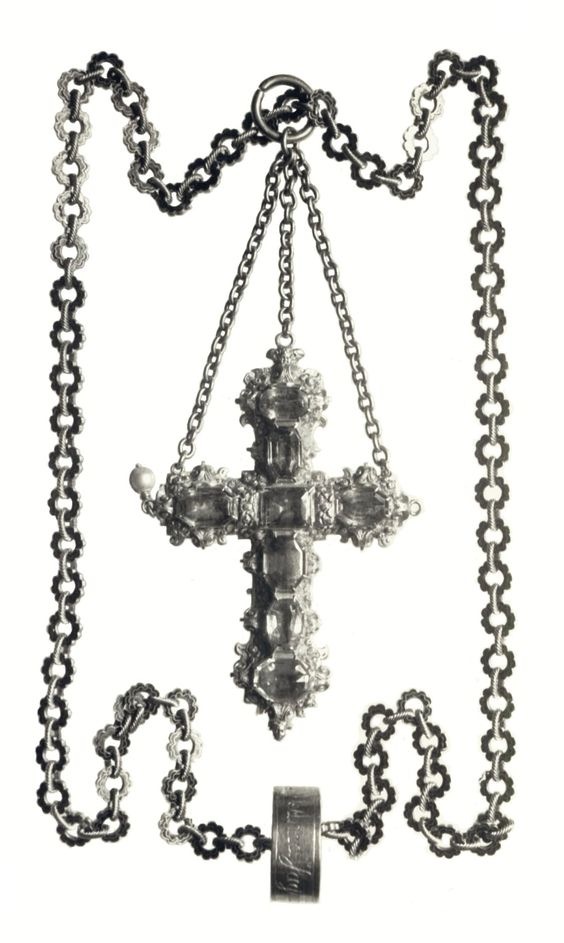
Croix d'une chaîne ayant appartenu à Anna Jagiellon.
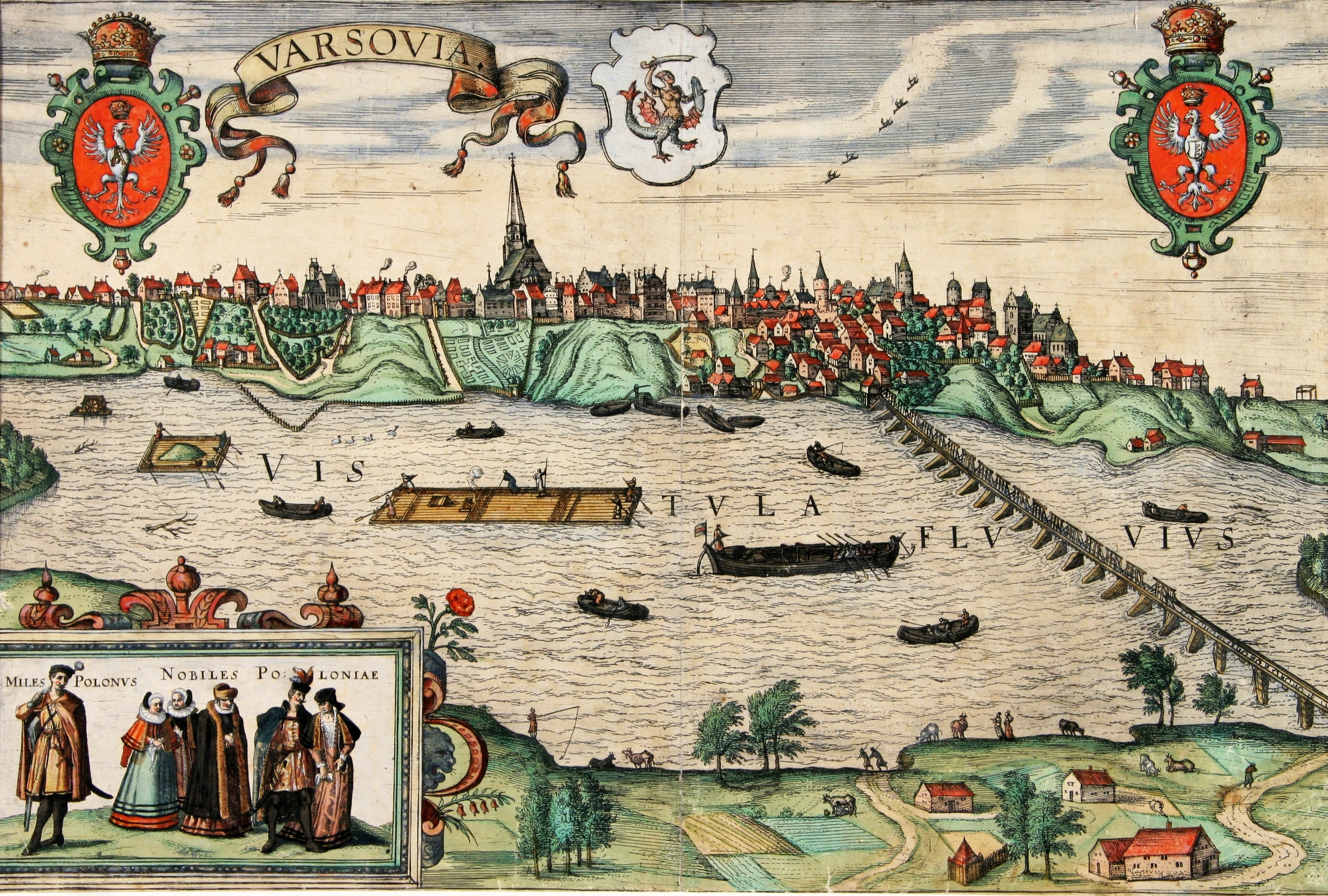
Vue de Varsovie vers la fin du XVIe siècle.